# Фененки
Фененки (пол. Fienienko, рос. Фененко, Фененки) — дворянський рід.

## Походження
Нащадки Власа Фененка, полкового хорунжого (до 1672 р.).

## Опис герба
Лазурний щит розділений срібним хрестом, супроводжується в правому верхньому куті золотим полум'яніючим серцем, а в лівому кутку срібна підкова кінцями вгору.
Щит увінчаний дворянськими шоломом і короною. Нашоломник: три страусових пера, середнє — лазурне, праве — срібне, а ліве — золоте. Намет на щиті лазурний, підкладений сріблом і золотом. 
Герб роду Фененків (Фененко) внесений до 12 частини Загальних гербовника дворянських родів Всеросійської імперії, стор. 124.

## Відомі представники
- Фененко Тимофій — кошовий отаман війська Запорізького.

- Фененко Вадим Михайлович (1.08.1893  —  січень 1942)  —  штабскапітан 4-го Фінляндського стрілецького полку. Георгіївський кавалер (1915). Син генерал-майора Фененка Михайла Яковича — командира 156-го піхотного Єлисаветпольського полку.

- Фененко Василь Іванович (1.01.1875  — 1931)  — слідчий з особливо важливих справ Київського окружного суду. Проводив попереднє слідство у Справі Бейліса та замаху на вбивство П.А.Столипіна.

- Фененко Володимир Іванович  (30.04.1873  — після 1922)  — полковник 19-го піхотного Костромського полку, учасник Рос.-японської (1904-1905) та Першої світової війни, нагороджений Георгіївською зброєю (1915).

- Фененко Володимир Хомич (10.02.1841  — 27.01.1916) —  судовий діяч, сенатор, член Верховного  кримінального суду Російської імперії.

- Фененко Всеволод Павлович (18.10.1880  — 03.04.1944)  — юрист, судовий діяч. Син дворянина Павла Миколайовича Фененка і Єфросинії Михайлівни Фененко. Народився в Умані на Черкащині. Загальну освіту здобув у Чернігівській гімназії (1899). У 1904 році успішно закінчив юридичний факультет Університету святого Володимира (м. Київ). Служив по судовому відомству в Київській та Чернігівській губерніях. Колезький асесор, потім статський радник. До жовтневого перевороту служив прокурором Катеринославського Окружного суду. З січня 1918 року — в Добровольчій армії. У збройних силах півдня Росії і російській армії — до евакуації з Криму. 14 листопада 1920 року евакуйований з Севастополя на транспорті "Генерал Корнілов". (Історик С.В. Волков. База даних "Учасники Білого руху в Росії" на січень 2016). Опинився в еміграції в Югославії. Помер 03.04.1944 року в Белграді. Місце поховання — Російський некрополь Белграда, ділянка 8, місце 831.

- Фененко Гаврило Олександрович (27.03.1805 — після 1868)  — судовий діяч Російської імперії, губернський прокурор, дійсний статський радник (з 1864 р.). З 1851 року — голова Гродненської палати кримінального суду.

- Фененко Микола Васильович (31.12.1908 — 05.05.1969) — історик, краєзнавець, шевченкознавець, письменник, учасник антигітлерівського підпілля ОУН на Донеччині, в'язень сталінських таборів.

- Фененко Микола Йосипович (14.04.1883  — ?)  — природознавець, дослідник історії Сіверщини. Хранитель сімейного архіву. Син голови Конотопської земської управи Фененка Йосипа Романовича 'та Скоропадської Євгенії Федорівни.

- Фененко Микола Хомич (03.07.1836 — 12.04.1877)  — доктор медицини, статський радник, симбірський лікар, організатор системи охорони здоров'я в Симбірській губернії. Рідний брат сенатора Фененка Володимира Хомича.

- Фененко Михайло Васильович (1893 — 21.11.1937)  — інтендант 2 рангу (майор), син дворянина Василя Миколайовича Фененка. Двоюрідний брат Фененка Миколи Васильовича. Місце народження — Сумська обл., с. Макове Шосткинського р-ну. Останнє місце проживання —  Чернігівська обл., м. Ніжин. Останнє місце роботи — начальник військового складу № 80, інтендант 2 рангу. Заарештований 16.06.1937 року. Військовою колегією Верховного Суду СРСР 20.11.1937 р. за участь у "антирадянській військово-фашистській змові" засуджений до вищої міри покарання, позбавлений військового звання. Розстріляний 21.11.1937 року у м. Києві. Реабілітований 26.12.1957 р. військовою колегією Верховного Суду СРСР. (Національний банк репресованих. Запис №205832.)

- Фененко Михайло Якович (I) (1778  — 1841) . Син дворянина Якова Федоровича Фененка і Феодосії Василівни Фененко. У службі з 03.01.1798 р. унтер-офіцером Нижегородського мушкетерського полку; з 29.11.1799 р. — підпрапорщик; з 03.07.1802 р. — портупей-прапорщик; з 05.02.1803 р. — прапорщик; з 25.05.1806 р. — підпоручик; з 11.09.1806 р. — поручик; з 14.04.1810 р.  штабс-капітан; з 02.04.1811 р. — капітан Пензенського піхотного полку; з 09.03.1816 р. — майор при відставці. Був у бойових походах: 1806 р. — за Дністром, 1807 р. — при облозі Ізмаїла, в Бессарабії, Молдавії та Валахії; 1810 р. — при Туртукаї, Рущуці, Бендерах; 1812 — 1813 р. — при Новому Замості, у Сілезії, Богемії, Саксонії, при Лейпцигу; 1814 р. — у Пруссії і Франції, при Краоні, Лаоні, при взятті Парижа. Мав орден Святої Анни 4-го ступеня. Володів маєтком у с. Маково, Глухівського повіту Чернігівської губернії, де жив після відставки і там же похований. Дід генерал-майора, героя Першої світової війни, Георгіївського кавалера Фененка Михайла Яковича. (Милорадович, с.360, т.II.)

- Фененко Михайло Якович (1860 — 1918) — генерал-майор, герой Першої світової війни. Командир 156-го піхотного  Єлисаветпольского полку (з 29.11.1915). Георгіївський кавалер.

- Фененко Федір Якович (1866 — ?) - учасник російсько-японської війни 1904-1905 років. Син колезького секретаря Якова Михайловича Фененка та Анни Петрівни Фененко (Кравченко). Служив у складі 139-го піхотного Моршанского полку. Старший унтер-офіцер (1904); підпрапорщик (1905). Брав участь у боях під Ляояном і в Мукденських боях. Нагороджений Відзнакою Військового ордена Святого Георгія 4-го ступеня (для осіб християнського віросповідання), № 93464. Рідний брат генерал-майора Фененка Михайла Яковича - командира 156-го піхотного Елисаветпольского полку, і капітана 7-го піхотного Ревельского полку Фененка В'ячеслава Яковича.

(«Знак отличия Военного ордена Св. Георгия. Списки пожалованным за русско-японскую войну 1904–1905 гг.» Составители Д.Бутрым, И.Маркин. М.: 2006.)